# Moixí
El moixí (Suillus bellinii), també anomenat moixí blanc i molleric clar, és una espècie de fong de l'ordre dels boletals (Boletales). És un molleric de terra baixa.

## Morfologia
Barret de fins a 15 cm, inicialment hemisfèric, més tard convex i fins i tot estès; blanquinós de jove, cremós més tard i en madurar d'ocraci a brunenc, manté sempre el marge blanquinós; superfície llisa, brillant, molt mucosa en temps humit.
Tubs de groc palla a groc olivaci; porus fins, arrodonits, de groc pàl·lid a groc olivaci, es taquen e color vermellós amb l'edat; de joves exsuden gotetes lletoses o rogenques.
Cama de molt curta a curta, no acostuma a superar el diàmetre del barret; cilíndrica, sense anell; de blanquinosa a cremosa, amb granulacions de brunes a bru vermelloses
Carn ferma durant temps però perd la consistència quan és adult; cremosa, groga sobre els tubs i vinosa sota la cutícula; olor afruitada; tast dolcenc.

## Hàbitat
Des de l'estiu a finals de tardor; de terrenys costaners o de plana, no es troba en zones montanes; exclusivament en pinedes (pi pinyoner, pinastre i pi blanc).

## Comestibilitat
Comestible, dels més apreciats del grup

## Comentaris
Existeix una forma de barret completament groc, groc daurat pàl·lid, el moixí groc (Suillus bellinii f. luteus Pérez-de-Greg). Creix en pinedes de pi blanc. S'ha observat en territori catalanídic meridional i territori mallorquí. Creix a la tardor, en sòls rics en carbonat de calci i és termòfil.